# Kobayashi Eitaku

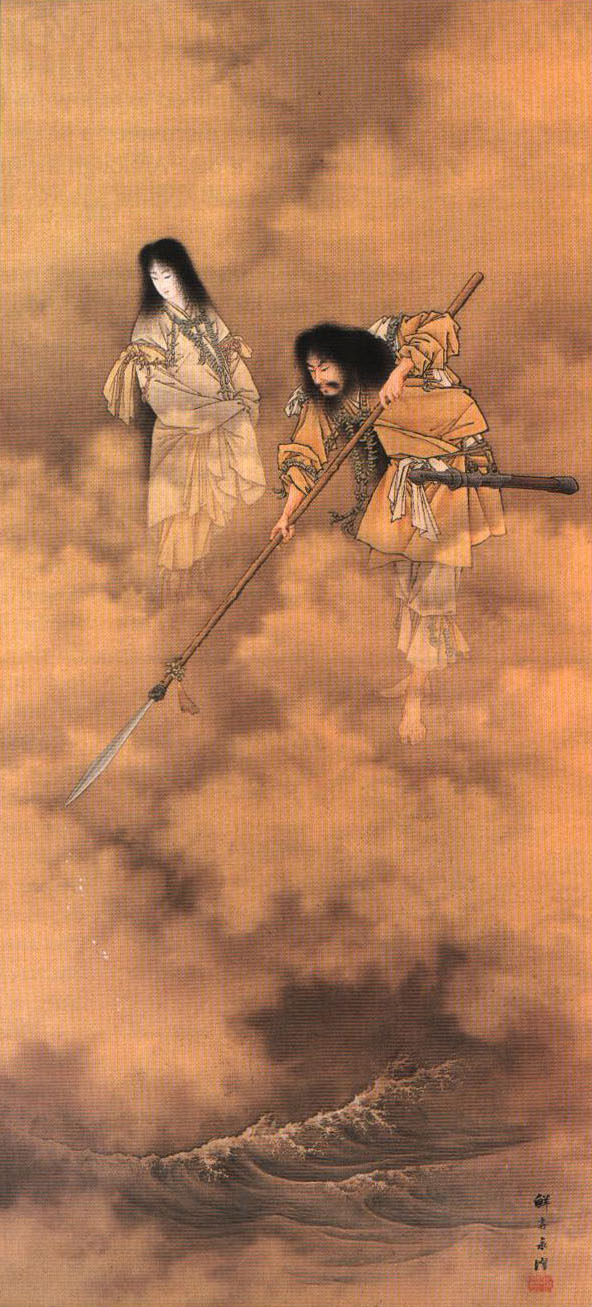
Kobayashi Eitaku – Izanagi och Izanami – Världen skapas (cirka 1885).

Kobayashi Eitaku, född 23 mars 1843, död 27 maj 1890, var en japansk målare.